# Venus (Shocking Blue)
Venus is een lied, deels geschreven door Robbie van Leeuwen voor de Nederlandse rockband Shocking Blue. Het werd een internationale hit in 1969 en bracht het tot de eerste plaats in de Amerikaanse Billboard Hot 100.

## Shocking Blue
Venus was de vierde hitsingle van de Nederlandse rockband Shocking Blue. De muziek is van het nummer The Banjo Song uit 1963 door Tim Rose van de groep The Big Three. Echter, Venus was niet geschreven als A-kant. Shocking Blue had een B-kant nodig voor de single I am a woman, dat afkomstig was van de elpee At home. Toen de opnamen in de Soundpush Studio afgerond waren, zag Van Leeuwen de hitpotentie van het nummer en wist Pink Elephant over te halen het als A-kant uit te brengen tussen twee albums in. Venus stond net als B-kant Hot sand niet op de eerste persing van At home. In de geluidsstudio waren aanwezig Mariska Veres (zang), Robbie van Leeuwen (gitaar), Klaas van der Wal (basgitaar) en Cor van Beek (drumstel). Voor de toetsenpartij werd Cees Schrama ingeschakeld, die toen van studio naar studio trok. Hij vond in de Soundpush Studio de apart klinkende clavinet. Hij moest hier in tegenstelling tot de band wel een beetje improviseren (Van Leeuwen: "Verzin maar iets"). Schrama hield Watermelon Man van Herbie Hancock in het achterhoofd. Schrama zou alleen een rekening voor de sessie indienen in plaats mee te delen in de royalty's. Hij had er achteraf geen spijt van, want van alle opnamen die hij verzorgde zouden er slechts een handvol een hit worden, dus sprong hij er met zijn sessievergoeding meestal goed uit. Achter de knoppen zat Dick Bakker.
De single kwam zomer 1969 uit en behaalde de derde plaats in zowel de Nederlandse Top 40 als de Nederlandse Hilversum 3 Top 30. Eind 1969 werd het nummer uitgebracht in Verenigde Staten op het label Colossus Records. Venus werd vervolgens, 7 februari 1970, de eerste nummer 1-hit uitgevoerd door een Nederlandse artiest of groep in de Billboard Hot 100 in de VS. Naar aanleiding daarvan werd de single opnieuw uitgebracht in Nederland, waardoor het een jaar later wederom een hit werd. In de Veronica Top 40 bereikte het weer de nummer 3-positie, terwijl het in de Hilversum 3 Top 30 op nummer 2 terechtkwam. In Nederland werden er 95.000 exemplaren verkocht; de internationale oplage wordt op het zestigvoudige geschat.
Venus was een van de zes Nederlandse singles waarvan in de VS meer dan een miljoen exemplaren verkocht werden. De andere vijf waren: Ma belle amie van de Tee Set, Stars on 45, How Do You Do van Mouth & MacNeal, Puttin' on the Ritz van Taco en Give me everything van Afrojack c.s.).
In 1986 scoorde de Engelse meidengroep Bananarama in Nederland een top 5-hit met een cover van Venus, maar in de Verenigde Staten behaalden ze de hoogste positie. Dat was intussen de derde keer dat het nummer op 1 kwam in Amerika. Na Shocking Blue had ook Stars on 45 met een medley waarin Venus voorkwam, in 1981 een Amerikaanse nummer 1-hit gescoord. Tot nu toe is Venus het enige popnummer dat op die staat van dienst kan bogen.
De basis van het liedje is al een stuk ouder dan 1969. Van Leeuwen nam de muziek van Venus volledig over van de versie van The Big Three uit 1963. Van Leeuwen gaf er een geheel eigen sound aan. The Banjo song was op zich al een bewerking van de Minstrelsong Oh! Susanna van Stephen Foster, zodat componist Tim Rose geen juridische stappen ondernam. Het "lenen" van melodieën in de folk-scene waar Rose uit voortkwam was niet ongebruikelijk. Zelfs Bob Dylan nam oudere melodieën over voor "nieuwe" composities; zo is de melodie van Blowin' in the Wind gebaseerd op de traditional No More Auction Block For Me. Wat wel ongebruikelijk is dat Van Leeuwen bijna het volledige arrangement van The Banjo Song, inclusief de kenmerkende riff, overnam.
Het beginakkoord van Venus is een B7sus4, zoals ook te horen is in het intro van Pinball Wizard van The Who uit de rockopera Tommy. In een radio-interview in de jaren 80 legde van Leeuwen uit hoe de unieke sound van het intro tot stand kwam: het was een mix van een akoestische gitaar en een Fender Telecaster elektrische gitaar, waarbij hij op laatstgenoemde gitaar alleen gebruik maakte van het halselement.

### Hitnoteringen

#### Veronica Top 40
| Hitnotering: (Week 1 t/m 15) 12-07-1969 t/m 18-10-1969 Hitnotering: (Week 16 t/m 26) 24-01-1970 t/m 04-04-1970 | Hitnotering: (Week 1 t/m 15) 12-07-1969 t/m 18-10-1969 Hitnotering: (Week 16 t/m 26) 24-01-1970 t/m 04-04-1970 | Hitnotering: (Week 1 t/m 15) 12-07-1969 t/m 18-10-1969 Hitnotering: (Week 16 t/m 26) 24-01-1970 t/m 04-04-1970 | Hitnotering: (Week 1 t/m 15) 12-07-1969 t/m 18-10-1969 Hitnotering: (Week 16 t/m 26) 24-01-1970 t/m 04-04-1970 | Hitnotering: (Week 1 t/m 15) 12-07-1969 t/m 18-10-1969 Hitnotering: (Week 16 t/m 26) 24-01-1970 t/m 04-04-1970 | Hitnotering: (Week 1 t/m 15) 12-07-1969 t/m 18-10-1969 Hitnotering: (Week 16 t/m 26) 24-01-1970 t/m 04-04-1970 | Hitnotering: (Week 1 t/m 15) 12-07-1969 t/m 18-10-1969 Hitnotering: (Week 16 t/m 26) 24-01-1970 t/m 04-04-1970 | Hitnotering: (Week 1 t/m 15) 12-07-1969 t/m 18-10-1969 Hitnotering: (Week 16 t/m 26) 24-01-1970 t/m 04-04-1970 | Hitnotering: (Week 1 t/m 15) 12-07-1969 t/m 18-10-1969 Hitnotering: (Week 16 t/m 26) 24-01-1970 t/m 04-04-1970 | Hitnotering: (Week 1 t/m 15) 12-07-1969 t/m 18-10-1969 Hitnotering: (Week 16 t/m 26) 24-01-1970 t/m 04-04-1970 | Hitnotering: (Week 1 t/m 15) 12-07-1969 t/m 18-10-1969 Hitnotering: (Week 16 t/m 26) 24-01-1970 t/m 04-04-1970 | Hitnotering: (Week 1 t/m 15) 12-07-1969 t/m 18-10-1969 Hitnotering: (Week 16 t/m 26) 24-01-1970 t/m 04-04-1970 | Hitnotering: (Week 1 t/m 15) 12-07-1969 t/m 18-10-1969 Hitnotering: (Week 16 t/m 26) 24-01-1970 t/m 04-04-1970 | Hitnotering: (Week 1 t/m 15) 12-07-1969 t/m 18-10-1969 Hitnotering: (Week 16 t/m 26) 24-01-1970 t/m 04-04-1970 | Hitnotering: (Week 1 t/m 15) 12-07-1969 t/m 18-10-1969 Hitnotering: (Week 16 t/m 26) 24-01-1970 t/m 04-04-1970 |
| Week: | 1 | 2 | 3 | 4 | 5 | 6 | 7 | 8 | 9 | 10 | 11 | 12 | 13 | 14 |
| --- | --- | --- | --- | --- | --- | --- | --- | --- | --- | --- | --- | --- | --- | --- |
| Positie: | 17 | 6 | 3 | 3 | 4 | 3 | 3 | 3 | 5 | 8 | 12 | 18 | 29 | 36 |
| Week: | 15 | | 16 | 17 | 18 | 19 | 20 | 21 | 22 | 23 | 24 | 25 | 26 | |
| Positie: | 40 | uit | 34 | 18 | 4 | 3 | 3 | 4 | 5 | 10 | 14 | 17 | 30 | uit |

#### NederlandseHilversum 3 Top 30
| Hitnotering: (Week 1 t/m 13) 12-07-1969 t/m 04-10-1969 Hitnotering: (Week 14 t/m 23) 31-01-1970 t/m 04-04-1970 | Hitnotering: (Week 1 t/m 13) 12-07-1969 t/m 04-10-1969 Hitnotering: (Week 14 t/m 23) 31-01-1970 t/m 04-04-1970 | Hitnotering: (Week 1 t/m 13) 12-07-1969 t/m 04-10-1969 Hitnotering: (Week 14 t/m 23) 31-01-1970 t/m 04-04-1970 | Hitnotering: (Week 1 t/m 13) 12-07-1969 t/m 04-10-1969 Hitnotering: (Week 14 t/m 23) 31-01-1970 t/m 04-04-1970 | Hitnotering: (Week 1 t/m 13) 12-07-1969 t/m 04-10-1969 Hitnotering: (Week 14 t/m 23) 31-01-1970 t/m 04-04-1970 | Hitnotering: (Week 1 t/m 13) 12-07-1969 t/m 04-10-1969 Hitnotering: (Week 14 t/m 23) 31-01-1970 t/m 04-04-1970 | Hitnotering: (Week 1 t/m 13) 12-07-1969 t/m 04-10-1969 Hitnotering: (Week 14 t/m 23) 31-01-1970 t/m 04-04-1970 | Hitnotering: (Week 1 t/m 13) 12-07-1969 t/m 04-10-1969 Hitnotering: (Week 14 t/m 23) 31-01-1970 t/m 04-04-1970 | Hitnotering: (Week 1 t/m 13) 12-07-1969 t/m 04-10-1969 Hitnotering: (Week 14 t/m 23) 31-01-1970 t/m 04-04-1970 | Hitnotering: (Week 1 t/m 13) 12-07-1969 t/m 04-10-1969 Hitnotering: (Week 14 t/m 23) 31-01-1970 t/m 04-04-1970 | Hitnotering: (Week 1 t/m 13) 12-07-1969 t/m 04-10-1969 Hitnotering: (Week 14 t/m 23) 31-01-1970 t/m 04-04-1970 | Hitnotering: (Week 1 t/m 13) 12-07-1969 t/m 04-10-1969 Hitnotering: (Week 14 t/m 23) 31-01-1970 t/m 04-04-1970 | Hitnotering: (Week 1 t/m 13) 12-07-1969 t/m 04-10-1969 Hitnotering: (Week 14 t/m 23) 31-01-1970 t/m 04-04-1970 | Hitnotering: (Week 1 t/m 13) 12-07-1969 t/m 04-10-1969 Hitnotering: (Week 14 t/m 23) 31-01-1970 t/m 04-04-1970 |
| Week: | 1 | 2 | 3 | 4 | 5 | 6 | 7 | 8 | 9 | 10 | 11 | 12 | 13 |
| --- | --- | --- | --- | --- | --- | --- | --- | --- | --- | --- | --- | --- | --- |
| Positie: | 13 | 6 | 3 | 3 | 4 | 3 | 3 | 3 | 6 | 6 | 7 | 14 | 21 |
| Week: | | 14 | 15 | 16 | 17 | 18 | 19 | 20 | 21 | 22 | 23 | | |
| Positie: | uit | 22 | 5 | 4 | 2 | 2 | 5 | 10 | 14 | 20 | 28 | uit | |

#### Evergreen Top 1000
| Evergreen Top 1000 – Venus | Evergreen Top 1000 – Venus | Evergreen Top 1000 – Venus | Evergreen Top 1000 – Venus | Evergreen Top 1000 – Venus | Evergreen Top 1000 – Venus | Evergreen Top 1000 – Venus | Evergreen Top 1000 – Venus | Evergreen Top 1000 – Venus | Evergreen Top 1000 – Venus | Evergreen Top 1000 – Venus | Evergreen Top 1000 – Venus | Evergreen Top 1000 – Venus | Evergreen Top 1000 – Venus | Evergreen Top 1000 – Venus | Evergreen Top 1000 – Venus | Evergreen Top 1000 – Venus |
| Jaar                       | 2008                       | 2009                       | 2010                       | 2011                       | 2012                       | 2013                       | 2014                       | 2015                       | 2016                       | 2017                       | 2018                       | 2019                       | 2020                       | 2021                       | 2022                       | 2023                       |
| -------------------------- | -------------------------- | -------------------------- | -------------------------- | -------------------------- | -------------------------- | -------------------------- | -------------------------- | -------------------------- | -------------------------- | -------------------------- | -------------------------- | -------------------------- | -------------------------- | -------------------------- | -------------------------- | -------------------------- |
| Positie                    | -                          | -                          | -                          | -                          | -                          | 285                        | 215                        | 231                        | 131                        | 127                        | 211                        | 178                        | 208                        | 166                        | 206                        | 205                        |

#### NPO Radio 2 Top 2000
| Nummer met noteringen in de NPO Radio 2 Top 2000 | '99 | '00 | '01 | '02 | '03 | '04 | '05 | '06 | '07 | '08 | '09 | '10 | '11 | '12 | '13 | '14 | '15 | '16 | '17 | '18 | '19 | '20 | '21 | '22 | '23 | '24  |
| ------------------------------------------------ | --- | --- | --- | --- | --- | --- | --- | --- | --- | --- | --- | --- | --- | --- | --- | --- | --- | --- | --- | --- | --- | --- | --- | --- | --- | ---- |
| Venus                                            | 323 | 521 | 729 | 575 | 629 | 502 | 676 | 510 | 527 | 541 | 470 | 545 | 607 | 557 | 620 | 656 | 885 | 655 | 665 | 959 | 841 | 807 | 729 | 912 | 930 | 1100 |

1. ↑  Een vetgedrukt getal geeft de hoogste notering aan.

## Casey and the Pressure Group
De Nederlandse band Casey and the Pressure Group van Cees Schrama maakte in 1970 een instrumentale versie van het nummer, die ook op single werd uitgebracht.

## Bananarama
In 1986 bracht de Britse meidenband Bananarama hun cover uit van Venus. Het nummer bereikte opnieuw de nummer 1-positie in de Verenigde Staten. De single werd geproduceerd door het Britse producerstrio Stock, Aitken & Waterman.

### Hitnoteringen

#### Nederlandse Top 40
| Hitnotering: 21-06-1986 t/m 23-08-1986 | Hitnotering: 21-06-1986 t/m 23-08-1986 | Hitnotering: 21-06-1986 t/m 23-08-1986 | Hitnotering: 21-06-1986 t/m 23-08-1986 | Hitnotering: 21-06-1986 t/m 23-08-1986 | Hitnotering: 21-06-1986 t/m 23-08-1986 | Hitnotering: 21-06-1986 t/m 23-08-1986 | Hitnotering: 21-06-1986 t/m 23-08-1986 | Hitnotering: 21-06-1986 t/m 23-08-1986 | Hitnotering: 21-06-1986 t/m 23-08-1986 | Hitnotering: 21-06-1986 t/m 23-08-1986 | Hitnotering: 21-06-1986 t/m 23-08-1986 |
| Week:                                  | 1                                      | 2                                      | 3                                      | 4                                      | 5                                      | 6                                      | 7                                      | 8                                      | 9                                      | 10                                     |                                        |
| -------------------------------------- | -------------------------------------- | -------------------------------------- | -------------------------------------- | -------------------------------------- | -------------------------------------- | -------------------------------------- | -------------------------------------- | -------------------------------------- | -------------------------------------- | -------------------------------------- | -------------------------------------- |
| Positie:                               | 35                                     | 25                                     | 16                                     | 8                                      | 4                                      | 4                                      | 8                                      | 17                                     | 23                                     | 35                                     | uit                                    |

#### NederlandseNationale Hitparade
| Hitnotering: 07-06-1986 t/m 23-08-1986 | Hitnotering: 07-06-1986 t/m 23-08-1986 | Hitnotering: 07-06-1986 t/m 23-08-1986 | Hitnotering: 07-06-1986 t/m 23-08-1986 | Hitnotering: 07-06-1986 t/m 23-08-1986 | Hitnotering: 07-06-1986 t/m 23-08-1986 | Hitnotering: 07-06-1986 t/m 23-08-1986 | Hitnotering: 07-06-1986 t/m 23-08-1986 | Hitnotering: 07-06-1986 t/m 23-08-1986 | Hitnotering: 07-06-1986 t/m 23-08-1986 | Hitnotering: 07-06-1986 t/m 23-08-1986 | Hitnotering: 07-06-1986 t/m 23-08-1986 | Hitnotering: 07-06-1986 t/m 23-08-1986 | Hitnotering: 07-06-1986 t/m 23-08-1986 |
| Week:                                  | 1                                      | 2                                      | 3                                      | 4                                      | 5                                      | 6                                      | 7                                      | 8                                      | 9                                      | 10                                     | 11                                     | 12                                     |                                        |
| -------------------------------------- | -------------------------------------- | -------------------------------------- | -------------------------------------- | -------------------------------------- | -------------------------------------- | -------------------------------------- | -------------------------------------- | -------------------------------------- | -------------------------------------- | -------------------------------------- | -------------------------------------- | -------------------------------------- | -------------------------------------- |
| Positie:                               | 39                                     | 16                                     | 11                                     | 6                                      | 6                                      | 5                                      | 9                                      | 10                                     | 14                                     | 19                                     | 29                                     | 45                                     | uit                                    |

#### VlaamseRadio 2 Top 30
| Hitnotering: 05-07-1986 t/m 30-08-1986 | Hitnotering: 05-07-1986 t/m 30-08-1986 | Hitnotering: 05-07-1986 t/m 30-08-1986 | Hitnotering: 05-07-1986 t/m 30-08-1986 | Hitnotering: 05-07-1986 t/m 30-08-1986 | Hitnotering: 05-07-1986 t/m 30-08-1986 | Hitnotering: 05-07-1986 t/m 30-08-1986 | Hitnotering: 05-07-1986 t/m 30-08-1986 | Hitnotering: 05-07-1986 t/m 30-08-1986 | Hitnotering: 05-07-1986 t/m 30-08-1986 | Hitnotering: 05-07-1986 t/m 30-08-1986 |
| Week:                                  | 1                                      | 2                                      | 3                                      | 4                                      | 5                                      | 6                                      | 7                                      | 8                                      | 9                                      |                                        |
| -------------------------------------- | -------------------------------------- | -------------------------------------- | -------------------------------------- | -------------------------------------- | -------------------------------------- | -------------------------------------- | -------------------------------------- | -------------------------------------- | -------------------------------------- | -------------------------------------- |
| Positie:                               | 21                                     | 25                                     | 11                                     | 11                                     | 7                                      | 8                                      | 8                                      | 14                                     | 21                                     | uit                                    |

#### NPO Radio 2 Top 2000
| Nummer met noteringen in de NPO Radio 2 Top 2000 | '00  | '01 | '02  |
| ------------------------------------------------ | ---- | --- | ---- |
| Venus                                            | 1532 | -   | 1763 |

1. ↑  Een '-' betekent dat het nummer niet was genoteerd en een vetgedrukt getal geeft de hoogste notering aan.
2. ↑  2000 was het eerste jaar met een notering voor dit nummer.
3. ↑  Deze tabel is bijgewerkt tot en met de laatste editie (2024).

## Sandra van Nieuwland
In de vijfde liveshow (halve finale) van het derde seizoen van The voice of Holland zong Sandra van Nieuwland op 7 december 2012 haar versie van het nummer Venus. Het nummer was een week na de uitzending verkrijgbaar als muziekdownload en de week daarna op nummer 1 binnen in de Nederlandse Single Top 100. Het werd van Nieuwlands vijfde nummer 1-hit in de Single Top 100.

### Hitnotering

#### Nederlandse Top 40
| Hitnotering: 05-01-2013 t/m 19-01-2013 | Hitnotering: 05-01-2013 t/m 19-01-2013 | Hitnotering: 05-01-2013 t/m 19-01-2013 | Hitnotering: 05-01-2013 t/m 19-01-2013 | Hitnotering: 05-01-2013 t/m 19-01-2013 | Hitnotering: 05-01-2013 t/m 19-01-2013 |
| Week:                                  | 1                                      | 2                                      | 3                                      |                                        |                                        |
| -------------------------------------- | -------------------------------------- | -------------------------------------- | -------------------------------------- | -------------------------------------- | -------------------------------------- |
| Positie:                               | 29                                     | 25                                     | 29                                     | uit                                    |                                        |

#### NederlandseSingle Top 100
| Hitnotering: 22-12-2012 t/m 26-01-2013 | Hitnotering: 22-12-2012 t/m 26-01-2013 | Hitnotering: 22-12-2012 t/m 26-01-2013 | Hitnotering: 22-12-2012 t/m 26-01-2013 | Hitnotering: 22-12-2012 t/m 26-01-2013 | Hitnotering: 22-12-2012 t/m 26-01-2013 | Hitnotering: 22-12-2012 t/m 26-01-2013 | Hitnotering: 22-12-2012 t/m 26-01-2013 |
| Week:                                  | 1                                      | 2                                      | 3                                      | 4                                      | 5                                      | 6                                      |                                        |
| -------------------------------------- | -------------------------------------- | -------------------------------------- | -------------------------------------- | -------------------------------------- | -------------------------------------- | -------------------------------------- | -------------------------------------- |
| Positie:                               | 1                                      | 12                                     | 22                                     | 45                                     | 84                                     | 97                                     | uit                                    |

#### NederlandseMega Top 50
| Hitnotering: 22-12-2012 t/m 05-01-2013 | Hitnotering: 22-12-2012 t/m 05-01-2013 | Hitnotering: 22-12-2012 t/m 05-01-2013 | Hitnotering: 22-12-2012 t/m 05-01-2013 | Hitnotering: 22-12-2012 t/m 05-01-2013 | Hitnotering: 22-12-2012 t/m 05-01-2013 |
| Week:                                  | 1                                      | 2                                      | 3                                      |                                        |                                        |
| -------------------------------------- | -------------------------------------- | -------------------------------------- | -------------------------------------- | -------------------------------------- | -------------------------------------- |
| Positie:                               | 10                                     | 8                                      | 32                                     | uit                                    |                                        |